# Moosburg an der Isar
Moosburg an der Isar (eller Moosburg a.d.Isar) er den ældste by i Landkreis Freising Regierungsbezirk Oberbayern i den tyske delstat Bayern. Den ligger 45 km nordøst for München halvejs mellem Freising Landshut i Niederbayern, omkranset af floderne Isar og Amper. Den internationale Flughafen München Franz Josef Strauß er kun 15 km væk og nåes let ad motorvej A92 der passerer byen.
Geografisk er byen præget af de mange bække, floder og kanaler i området. Ud over Amper munder også floderne Sempt, Strogen og Dorfen ud i Isar.
Her lå i 2. Verdenskrig Tysklands største krigsfangelejr, Stalag VII-A og en nabolejr, som tilsammen husede 80.000 krigsfanger mod slutningen af krigen.
- St. Michael
- Piuskirke
- Schloss Asch